# 岸佳宏
岸 佳宏（きし よしひろ、1982年6月27日 - ）は日本の舞台俳優である。島根県松江市出身。劇団四季所属。

## 経歴
- 小学3年の時に、ジュニアエレクトーンフェスティバル '91 全日本大会で「Comical Train」を演奏し金賞を受賞する。
- 島根県立松江北高等学校卒業。
- 「ミュージカル李香蘭」の観劇がきっかけで、劇団四季を志すようになる。
- 東京芸術大学音楽学部声楽科卒業。
- 2004年オーディション合格。『オペラ座の怪人』で初舞台を踏む。
- その後、『アスペクツ・オブ・ラブ』、『間奏曲』にも出演。
- 『ジョン万次郎の夢』にタイトルロール・福沢諭吉役で出演。
- 『キャッツ』（スキンブルシャンクス役）、『オペラ座の怪人』（ラウル・シャニュイ子爵役）等に出演。

## 出演作品
- オペラ座の怪人（男性アンサンブル）（ラウル・シャニュイ子爵）
- アスペクツ・オブ・ラブ（男性アンサンブル）
- ジョン万次郎の夢（万次郎）(福沢諭吉)
- 間奏曲(男性アンサンブル)
- ミュージカル異国の丘(男性アンサンブル)
- キャッツ（スキンブルシャンクス）
- サウンド・オブ・ミュージック（ロルフ）
- 王様の耳はロバの耳（詩人チキン）
- マンマ・ミーア!  (スカイ)
- むかしむかしゾウがきた  (ひろめ屋)
- ガンバの大冒険  (シジン)
- リトルマーメイド (ジェットサム)
- エビータ (男性アンサンブル)
- はじまりの樹の神話〜こそあどの森の物語〜（トワイエ）
- ウィキッド（男性アンサンブル（魔女の父/オズの役人））
- ふたりのロッテ(パルフィー氏)

| スタブアイコン | サブスタブ | この項目は、まだ閲覧者の調べものの参照としては役立たない、俳優（男優・女優）に関連した書きかけの項目です。この項目を加筆・訂正などしてくださる協力者を求めています（P:映画/PJ芸能人）。 |